# Lord-lieutenant du Pembrokeshire

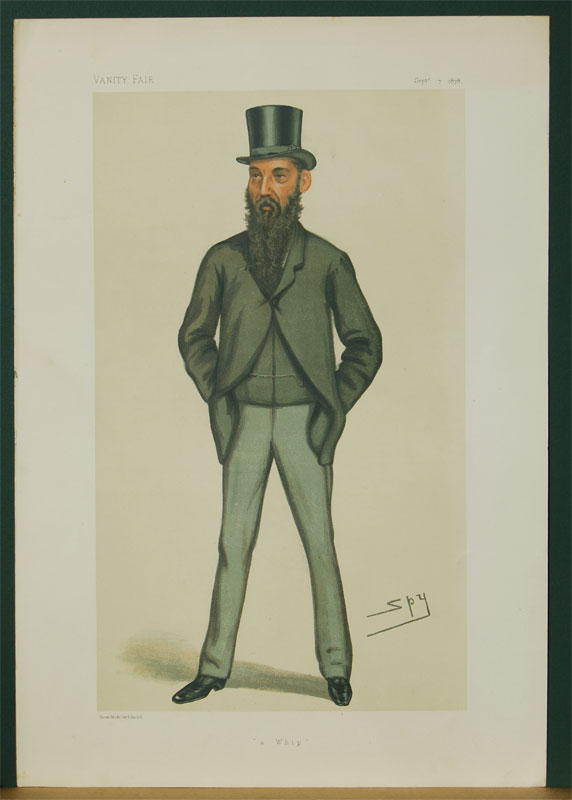
William Edwardes

Ceci est une liste de personnes qui ont servi comme lord-lieutenant du Pembrokeshire. Depuis 1715, tous les lords-lieutenant ont également été Custos Rotulorum of Pembrokeshire. L'office a été supprimé le 31 mars 1974 et remplacé par le lord-lieutenant de Dyfed.

## Lord-lieutenants du Pembrokeshire jusqu'en 1974
- voir Lord-lieutenant du pays de Galles avant 1694
- Thomas Herbert, 8e comte de Pembroke 11 mai 1694 – 7 octobre 1715
- Arthur Owen, 3e baronnet 7 octobre 1715 – 6 juin 1753
- William Owen, 4e baronnet 2 août 1753 – 24 juin 1775
- Hugh Owen, 5e baronnet 24 juin 1775 – 16 janvier 1786
- Richard Philipps, 1er baron Milford 11 juin 1786 – 28 novembre 1823
- John Owen, 1er baronnet 1er janvier 1824 – 6 février 1861
- William Edwardes, 3e baron Kensington 26 avril 1861 – 1er janvier 1872
- William Edwardes, 4e baron Kensington 6 février 1872 – 7 octobre 1896
- Frederick Campbell, 3e comte Cawdor 23 novembre 1896 – 8 février 1911
- John Philipps, 1er vicomte St Davids 21 mars 1911 – 21 décembre 1932
- Evan Davies Jones, 1er baronnet 21 décembre 1932 – 21 août 1944
- Laurence Hugh Higgon 21 août 1944 – 4 mai 1954
- James Bevan Bowen 4 mai 1954 – 18 avril 1958?
- Richard Hanning Philipps 18 avril 1958 – 31 mars 1974 †

†Devenu le premier lord-lieutenant du Dyfed, le 1er avril 1974.